# Isoperla denningi
Isoperla denningi är en bäcksländeart som beskrevs av Jewett 1955. Isoperla denningi ingår i släktet Isoperla och familjen rovbäcksländor. Inga underarter finns listade i Catalogue of Life.